# Common Locale Data Repository
Проект Common Locale Data Repository (Общий репозиторий языковых данных), часто сокращаемый как CLDR — это проект консорциума Юникод, призванный обеспечить языковые настройки данных в формате XML для использования в программном обеспечении. Репозиторий CLDR содержит сведения о специфических особенностях каждого языка, которые операционная система обычно предоставляет приложениям. CLDR написано на LDML (Locale Data Markup Language). Информация в настоящее время используется в ряде приложений и операционных систем, в частности, в Международных компонентах Юникода, ОС MacOS, LibreOffice, MediaWiki и AIX.
Среди типов данных, включаемых в CLDR, находятся:
- Переводы названий языков.
- Переводы названий территорий и стран.
- Переводы названий валют, в том числе модификации для форм единственного/множественного числа.
- Переводы таких терминов, как рабочая неделя, месяц, эра, часть дня, в полной и сокращённой форме.
- Переводы названий часовых поясов и примеры городов (или аналогичные) для часовых поясов.
- Переводы для полей календаря.
- Шаблоны для форматирования/парсинга дат или времени суток.
- Наборы образцов символов, используемых для написания на каждом языке.
- Шаблоны для форматирования/парсинга чисел.
- Правила сортировки[англ.], адаптированные к каждому языку.
- Правила для форматирования чисел в традиционных системах счисления (например, римские цифры, армянские цифры, ...).
- Правила записи числа прописью.
- Правила транслитерации между системами письма. Многое из этого базируется на системе транслитерации BGN/PCGN.

Этот проект несколько пересекается с ISO/IEC 15897 (языковые настройки POSIX). Языковая информация POSIX может быть получена из CLDR, используя некоторые из инструментов преобразования CLDR.
CLDR поддерживается техническим комитетом CLDR, включающим сотрудников из компаний IBM, Apple, Google, Microsoft и некоторых правительственных организаций. В настоящее время комитет работает под председательством Джона Эммонса (IBM), с Марком Дэвисом (Google) в качестве заместителя председателя.